# Данське радіо
DR (дан. Danmarks Radio) — данська суспільна телерадіокомпанія. Компанія була заснована в 1925 році. Юридично визначене обслуговування — виробництво і мовлення радіо і телевізійних програм усіх жанрів, які повинні поширювати громадську інформацію та задовольняти культурні, освітні та регіональні потреби жителів Королівства Данії.

## Історія

### Період монополії (1925—1988)
Створена 1 квітня 1925 як «Radioordningen» (Радіосистема), в тому ж році вона запустила на довгих хвилях однойменну радіостанцію, в 1926 році була перейменована в «Statsradiofonien» (Державне радіо, SR). У 1951 SR на довгих хвилях на загальній частоті SR запустило радіостанцію SR Programma 2, радіостанція SR була перейменована на SR Programma 1. У цьому ж році SR в Копенгагені на метрових хвилях в стандарті 576i запустила перший в Данії телеканал SR Fjersyn. У 1959 році SR було перейменовано в DR, телеканал став називатися DR TV, через рік його мовлення і версії обох радіостанцій на ультракоротких хвилях було поширене в усіх районах Данії — в кожному з районних центрів (крім районів Фредеріксборг, Роскілле, а також міст центрального підпорядкування Копенгаген і Фредеріксберг, які обслуговувалися копенгагенським районним УКХ-передавачем в Гладсаксе) були встановлені 12 УКХ-передавачів, в рамках SR Programma 1 були додані районні програми. У 1963 році DR на ультракоротких хвилях запустила радіостанцію DR Programma 3. У 1967 році DR TV став мовити в стандарті PAL.

### Період після скасування монополії (з 1988)

Старий логотип DR, який використовувався з 1996 по 2013 рік.

До 1988 року Danmark Radio тримала монополію на телетрансляцію (з жовтня 1988 року вона ділила монополію на телебачення з іншою суспільною телекомпанією TV2, яка запустила в Копенгагені і Орхусі однойменний телеканал), після чого дозволила транслювати приватні канали, першим з яких став TV3 в кабельному телебаченні і Kanal København в 1990 році на ефірному телебаченні. У серпні 1996 року DR запустив супутниковий телеканал DR2, DR TV став називатися DR1. У 2001 році районні програми були виділені з DR P1 в окрему радіостанцію DR P4. 1 березня 2003 року запущена версія телеканалу DR 1 в стандарті DVB-T. У 2006 році була запущена ефірна версія DR2 в Копенгагені через аналогове і цифрове телебачення, в інших районах тільки через цифрове телебачення. 1 січня 2007 року DR запустив на ультракоротких хвилях радіостанції DR P4. У червні 2007 року DR через супутникове телебачення запустило телеканал DR Update, що транслює інформаційні передачі. 31 жовтня 2009 року припинили мовлення ефірні аналогові версії телеканалів DR, а 1 листопада DR в стандарті 720p запустила телеканал DR HD, а також в SD TV телеканали DR Ramasjang і DR K. 2 листопада 2009 року DR через цифрове радіомовлення радіостанцію DR P5, 11 квітня 2011 — DR P6 Beat, 6 червня — DR P7 MIX, 12 вересня — DR P8 JAZZ. 28 січня 2013 року DR HD був закритий, на його частоті DR запустила телеканал DR 3, 4 березня того ж року телеканал DR Ultra.

## Телеканали і радіостанції

### Загальнонаціональні телеканали загальної тематики
- DR1 — перший суспільний канал.

- DR2 — другий суспільний канал.

Доступні через ефірне (цифрове (DVB-T2) на ДМХ, раніше — аналогове (PAL) на МХ та ДМХ) (на 1-й і 3-й каналах в більшості населених пунктів Данії), кабельне, супутникове телебачення (в більшості країн Європи), IPTV, а також через Інтернет.

### Тематичні загальнонаціональні телеканали

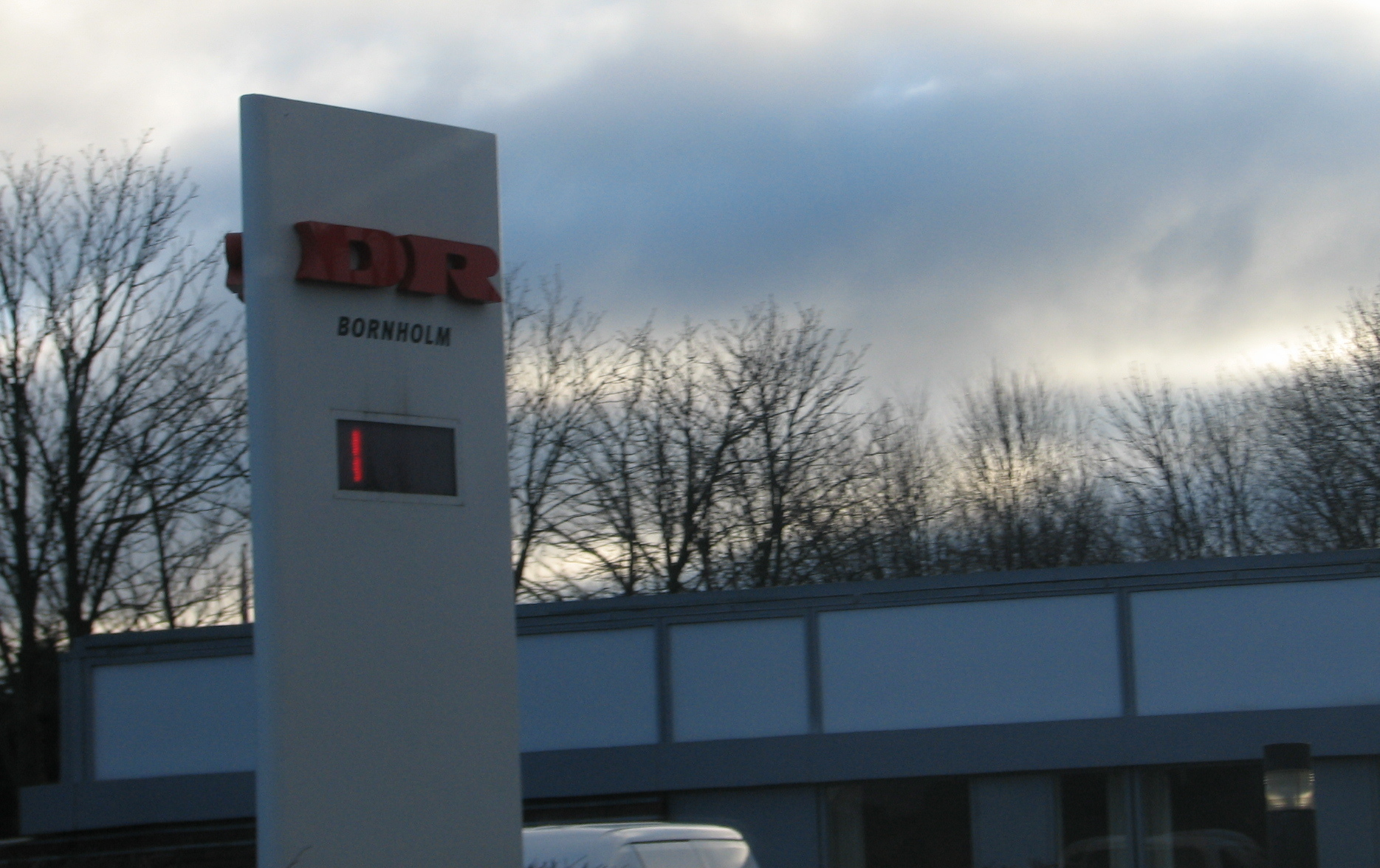
Регіональний офіс DR у Ренне.

- DR3 — розважальний канал.

- DR K — канал, який транслює культурні передачі і серіали.

- DR Ramasjang — канал для юних глядачів.

- DR Ultra — дитячий канал.

Доступні через ефірне (цифрове (DVB-T2) на ДМХ) (у більшості населених пунктів Данії), кабельне, супутникове телебачення (цифрове (DVB-S) на СМХ) (в більшості країн Європи), IPTV, а також через Інтернет.

### Загальнонаціональні радіостанції загальної тематики
- «DR P1» — загальна

- «DR P2» — культура

- «DR P3» — музична

- «DR P4» — мережа регіональних радіостанцій

Доступні через ефірне радіомовлення (цифрове (DAB) на МХ та аналогове на УКХ (CCIR), DR P1 і DR P2 також на довгих хвилях на одній частоті) (в більшості населених пунктів Данії), а також через Інтернет.

### Тематичні загальнонаціональні радіостанції
- «DR Nyheder» — радіостанція, що транслює інформаційні програми

- «DR P5» — радіо, що транслює класичну музику і шлягер 50-х і 60-х.

- «DR P6 Beat» — радіо для тих, хто слухає популярну музику.

- «DR P7 Mix» — радіо, яке транслює популярні хіти разом з розширеними марафонами, що відносяться до конкретних тем.

- «DR P8 Jazz» — радіо для любителів джазу.

Доступні через ефірне радіомовлення (цифрове (DAB) через МХ) (в більшості населених пунктів Данії), а також через Інтернет.

## Керівництво
Очолюється правлінням (Bestyrelse) (до 1987 року — Радіорадою (Radiorådet)) і генеральним директором (Generaldirektører). Музичне виробництво для DR здійснює Симфонічний оркестр Данського радіо (DR Radiosymfoniorkestret).

## Години трансляції Данського Телебачення
- 1951—1966 10 годин на тиждень (5 програм);

- 1966—1982 13 годин в день (35 програм в тиждень);

- 1982—1995 18 годин в день (50 програм в тиждень);

- 1995—2000 21 годинна в день (60 програм в тиждень);

- 2000-по н.ч. цілодобово.